# Bienvenue à F.L.
Pour plus de détails, voir Fiche technique et Distribution.
Bienvenue à F.L. est un film documentaire québécois, réalisé par Geneviève Dulude-De Celles et sorti en 2015. Le film brosse le portrait des élèves de l'École secondaire Fernand-Lefebvre de Sorel-Tracy, au Québec, alors qu'ils se lancent dans un projet artistique pour embellir leur école, et les met en scène discutant de leurs points de vue sur des problèmes, comme l'intimidation et la pression sociale, qui sont endémiques dans les milieux étudiants.
La première du film a eu lieu au Festival international du film de Toronto en 2015.
Le film a reçu deux nominations lors de la 4e édition des Prix Écrans canadiens en 2016, pour la meilleure photographie dans un documentaire (en) (Léna Mill-Reuillard et Étienne Roussy) et le meilleur montage dans un documentaire (en) (Emmanuelle Lane). Le film a également reçu le prix du Meilleur espoir Québec/Canada lors de l'édition des Rencontres internationales du documentaire de Montréal de 2015,.